# Natalija Strebkowa
Natalija Jossyfiwna Strebkowa (ukrainisch Наталія Йосифівна Стребкова; englisch Nataliya Strebkova; * 6. März 1995 in Studinka) ist eine ukrainische Leichtathletin, die sich auf den Hindernislauf spezialisiert hat, aber auch im Mittel- und Langstreckenlauf an den Start geht.

## Sportliche Laufbahn
Erste internationale Erfahrungen sammelte Natalija Strebkowa im Jahr 2012, als sie bei den Juniorenweltmeisterschaften in Barcelona im 1500-Meter-Lauf mit 4:20,92 min in der ersten Runde ausschied. Im Jahr darauf belegte sie bei den Junioreneuropameisterschaften in Rieti in 4:22,96 min den fünften Platz und 2014 erreichte sie bei den Juniorenweltmeisterschaften in Eugene im 3000-Meter-Lauf in 9:26,58 min Rang 13. 2015 wurde sie bei den U23-Europameisterschaften in Tallin in 16:01,29 min Elfte über 5000 Meter und zwei Jahre später gewann sie bei den U23-Europameisterschaften in Bydgoszcz in 9:44,52 min die Silbermedaille im Hindernislauf hinter der Dänin Anna Emilie Møller. 2018 klassierte sie sich bei den Europameisterschaften in Berlin in 9:40,03 min auf dem zwölften Platz und 2020 siegte sie bei den Balkan-Meisterschaften in Cluj-Napoca in 9:41,38 min und 2021 wurde sie bei den Halleneuropameisterschaften in Toruń in 8:54,18 min Neunte über 3000 Meter. Ende Juni gewann sie dann in 9:45,56 min die Silbermedaille im Hindernislauf bei den Balkan-Meisterschaften in Smederevo. Daraufhin startete sie bei den Olympischen Sommerspielen in Tokio, verpasste dort aber mit 9:49,15 min den Finaleinzug.
2022 siegte sie in 9:33,11 min beim Meeting Madrid und schied anschließend bei den Weltmeisterschaften in Eugene mit 9:25,85 min im Vorlauf aus. Daraufhin gelangte sie bei den Europameisterschaften in München mit 9:37,52 min auf Rang neun. Im Jahr darauf wurde sie bei der 2. Liga der Team-Europameisterschaft im Rahmen der Europaspielen in Chorzów in 10:00,17 min Vierte und verpasste bei den Weltmeisterschaften in Budapest mit 10:02,20 min den Finaleinzug. 2024 schied sie bei den Europameisterschaften in Rom mit 9:45,71 min in der Vorrunde aus.
In den Jahren 2018 und von 2020 bis 2023 wurde Strebkowa ukrainische Meisterin über 3000 m Hindernis im Freien sowie 2016 in der Halle. Zudem wurde sie 2020, 2021 und 2023 Hallenmeisterin im 3000-Meter-Lauf.

## Persönliche Bestleistungen
- 1500 Meter: 4:18,11 min, 5. Juni 2013 in Jalta
  - 1500 Meter (Halle): 4:28,13 min, 9. Januar 2017 in Kiew
- 3000 Meter: 8:54,73 min, 31. August 2021 in Rovereto
  - 3000 Meter (Halle): 8:54,18 min, 5. März 2021 in Toruń
- 3000 m Hindernis: 9:24,54 min, 30. Juni 2022 in Stockholm (ukrainischer Rekord)
  - 3000 m Hindernis (Halle): 10:09,08 min, 27. Februar 2016 in Sumy